# Madesaari (ö i Päijänne-Tavastland)
Madesaari är en ö i Finland. Den ligger i sjön Päijänne och i kommunen Sysmä i den ekonomiska regionen  Lahtis ekonomiska region  och landskapet Päijänne-Tavastland, i den södra delen av landet, 160 km norr om huvudstaden Helsingfors. Öns area är 2,9 hektar och dess största längd är 350 meter i sydväst-nordöstlig riktning.